# 8월 달의 찻집
8월 달의 찻집(The Teahouse Of The August Moon)은 미국에서 제작된 다니엘 만 감독의 1956년 코미디 영화이다. 말론 브란도 등이 주연으로 출연하였고 잭 커밍스 등이 제작에 참여하였다.

## 출연

### 주연
- 말론 브란도
- 글렌 포드

### 조연
- 쿄 마치코
- 에디 알버트
- 폴 포드
- 준 니가미
- 키요카와 니지코
- 해리 모건

## 제작진
- 원작자: Vern J. Sneider